# Motomondiale 2013
L'edizione 2013 del motomondiale è la 65ª dalla sua istituzione nel 1949.
Il numero di gran premi è rimasto invariato rispetto all'anno precedente, con l'uscita dal calendario del Gran Premio motociclistico del Portogallo, sostituito dalla prima edizione del Gran Premio motociclistico delle Americhe che va a costituire la terza prova disputata negli Stati Uniti d'America. In totale ne sono stati disputati 18, con inizio il 7 aprile e termine il 10 novembre.
Al termine della stagione hanno ottenuto il titolo iridato tre piloti spagnoli, Marc Márquez nella MotoGP (alla sua stagione di esordio nella categoria), Pol Espargaró in Moto2 e Maverick Viñales in Moto3. Per quanto riguarda i titoli riservati ai costruttori, sono stati ottenuti da Honda in MotoGP, Kalex in Moto2 e KTM in Moto3, con quest'ultima che ha ottenuto la vittoria nella totalità dei gran premi.

## Il calendario
| Data         | Gran Premio                                | Circuito                | Vincitore MotoGP | Vincitore Moto2  | Vincitore Moto3  | Resoconto |
| ------------ | ------------------------------------------ | ----------------------- | ---------------- | ---------------- | ---------------- | --------- |
| 7 aprile     | GP del Qatar                               | Losail                  | Jorge Lorenzo    | Pol Espargaró    | Luis Salom       | Resoconto |
| 21 aprile    | GP delle Americhe                          | Circuito delle Americhe | Marc Márquez     | Nicolás Terol    | Álex Rins        | Resoconto |
| 5 maggio     | GP di Spagna                               | Jerez de la Frontera    | Daniel Pedrosa   | Esteve Rabat     | Maverick Viñales | Resoconto |
| 19 maggio    | GP di Francia                              | Le Mans                 | Daniel Pedrosa   | Scott Redding    | Maverick Viñales | Resoconto |
| 2 giugno     | GP d'Italia                                | Mugello                 | Jorge Lorenzo    | Scott Redding    | Luis Salom       | Resoconto |
| 16 giugno    | GP di Catalogna                            | Catalogna               | Jorge Lorenzo    | Pol Espargaró    | Luis Salom       | Resoconto |
| 29 giugno    | GP d'Olanda                                | Assen                   | Valentino Rossi  | Pol Espargaró    | Luis Salom       | Resoconto |
| 14 luglio    | GP di Germania                             | Sachsenring             | Marc Márquez     | Jordi Torres     | Álex Rins        | Resoconto |
| 21 luglio    | GP degli USA                               | Laguna Seca             | Marc Márquez     | No Moto2 e Moto3 | No Moto2 e Moto3 | Resoconto |
| 18 agosto    | GP di Indianapolis                         | Indianapolis            | Marc Márquez     | Esteve Rabat     | Álex Rins        | Resoconto |
| 25 agosto    | GP della Repubblica Ceca                   | Brno                    | Marc Márquez     | Mika Kallio      | Luis Salom       | Resoconto |
| 1º settembre | GP di Gran Bretagna                        | Silverstone             | Jorge Lorenzo    | Scott Redding    | Luis Salom       | Resoconto |
| 15 settembre | GP di San Marino e della Riviera di Rimini | Misano Adriatico        | Jorge Lorenzo    | Pol Espargaró    | Álex Rins        | Resoconto |
| 29 settembre | GP d'Aragona                               | Motorland               | Marc Márquez     | Nicolás Terol    | Álex Rins        | Resoconto |
| 13 ottobre   | GP della Malesia                           | Sepang                  | Daniel Pedrosa   | Esteve Rabat     | Luis Salom       | Resoconto |
| 20 ottobre   | GP d'Australia                             | Phillip Island          | Jorge Lorenzo    | Pol Espargaró    | Álex Rins        | Resoconto |
| 27 ottobre   | GP del Giappone                            | Motegi                  | Jorge Lorenzo    | Pol Espargaró    | Álex Márquez     | Resoconto |
| 10 novembre  | GP della Comunità Valenciana               | Valencia                | Jorge Lorenzo    | Nicolás Terol    | Maverick Viñales | Resoconto |

## Sistema di punteggio e legenda
| Pos.  | 1  | 2  | 3  | 4  | 5  | 6  | 7 | 8 | 9 | 10 | 11 | 12 | 13 | 14 | 15 | 16 > |
| ----- | -- | -- | -- | -- | -- | -- | - | - | - | -- | -- | -- | -- | -- | -- | ---- |
| Punti | 25 | 20 | 16 | 13 | 11 | 10 | 9 | 8 | 7 | 6  | 5  | 4  | 3  | 2  | 1  | 0    |

## Le classi

### MotoGP
Una delle modifiche più appariscenti inserite nel campionato del 2013 è stato il nuovo metodo di svolgimento delle prove cronometrate valide per definire la griglia di partenza. Diversamente dagli anni precedenti, le qualifiche si sono disputate in tre parti: la prima che vedeva in pista contemporaneamente tutti i piloti e in cui i tempi sul giro rilevati, unitamente ai risultati delle prove del giorno precedente, davano una classifica provvisoria in cui i primi 10 piloti passavano direttamente alla terza fase. Una seconda fase coinvolgeva tutti i conduttori classificati dopo il decimo posto e serviva a ripescare due piloti per la terza fase e definire le posizioni di partenza dal tredicesimo posto in avanti. La terza e ultima fase, in cui i tempi precedentemente ottenuti venivano azzerati, veniva disputata da 12 soli piloti per definire le prime quattro file dello schieramento.

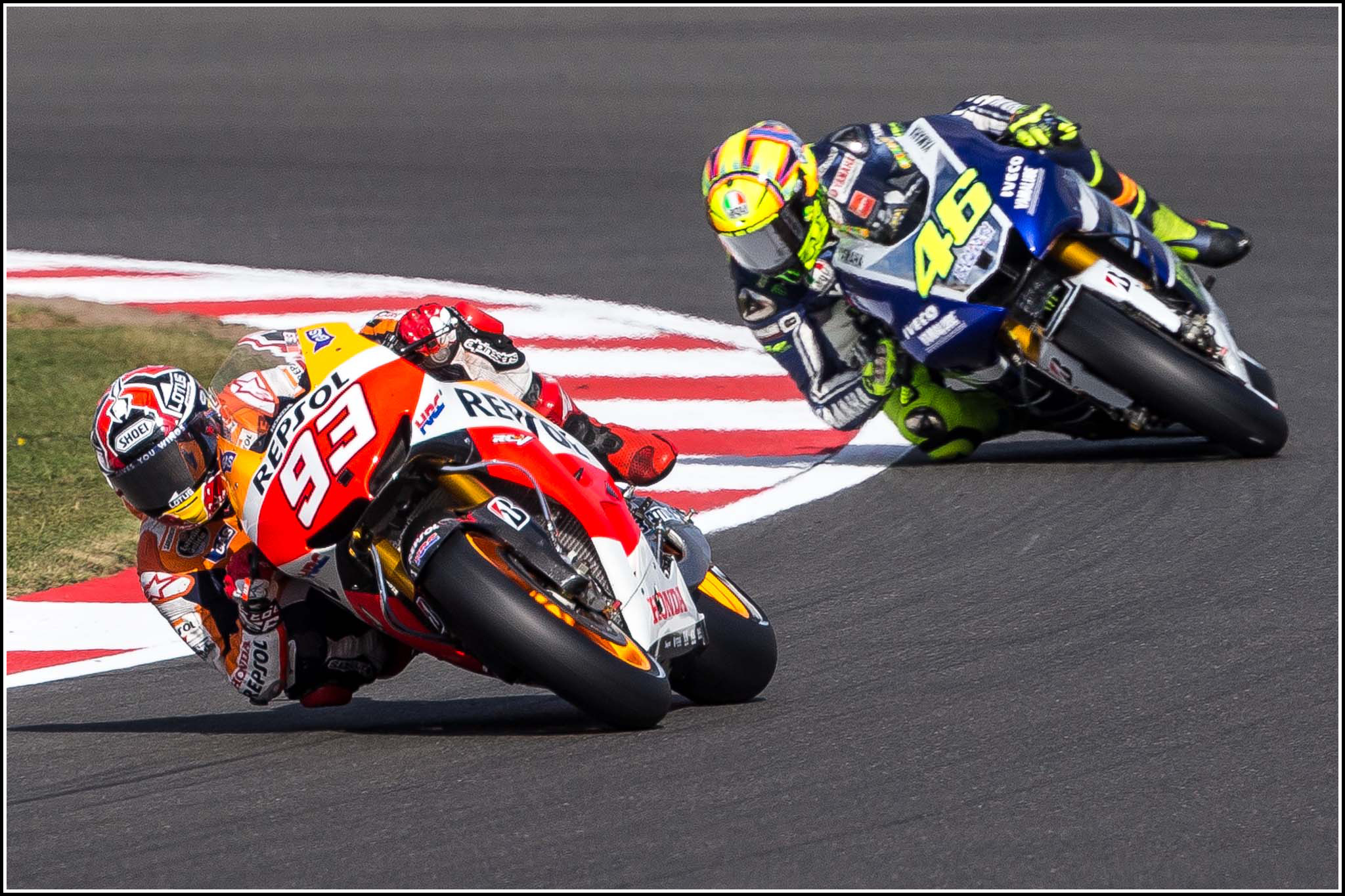
Una fase del GP di Gran Bretagna in cui Márquez precede Rossi.

Unica classe presente in tutti i 18 gran premi, ha visto le affermazioni di soli 4 piloti nel corso della stagione: Jorge Lorenzo su Yamaha YZR-M1 che ha vinto in 8 occasioni, Marc Márquez e Daniel Pedrosa, entrambi su Honda RC213V, si sono aggiudicati rispettivamente 6 e 3 prove. L'unica prova sfuggita ai piloti spagnoli è stato il GP d'Olanda in cui si è imposto l'italiano Valentino Rossi su Yamaha.
Per quanto vincitore in un minor numero di occasioni, Marc Márquez ha ottenuto il titolo iridato piloti grazie ai piazzamenti sul podio ottenuti in tutte le occasioni in cui ha tagliato il traguardo e nonostante la squalifica in cui è incorso nel GP d'Australia. Con il successo ottenuto a soli 20 anni ha migliorato anche il record di più giovane vincitore di un titolo mondiale della classe regina, detenuto fino a quel momento da Freddie Spencer.
Per quanto riguarda il titolo riservato ai costruttori, è stato ottenuto dalla Honda che ha preceduto Yamaha, mentre quello dei team è stato ottenuto da quello ufficiale Honda che, anche in questo caso, ha preceduto quello ufficiale Yamaha.

#### Classifica piloti (prime 5 posizioni)
| Pos. | Pilota          | Moto   |   |   |   |    |     |     |   |    |   |   |    |   |   |     |   |    |   |     | P.ti |
| ---- | --------------- | ------ | - | - | - | -- | --- | --- | - | -- | - | - | -- | - | - | --- | - | -- | - | --- | ---- |
| 1    | Marc Márquez    | Honda  | 3 | 1 | 2 | 3  | Rit | 3   | 2 | 1  | 1 | 1 | 1  | 2 | 2 | 1   | 2 | SQ | 2 | 3   | 334  |
| 2    | Jorge Lorenzo   | Yamaha | 1 | 3 | 3 | 7  | 1   | 1   | 5 | NP | 6 | 3 | 3  | 1 | 1 | 2   | 3 | 1  | 1 | 1   | 330  |
| 3    | Daniel Pedrosa  | Honda  | 4 | 2 | 1 | 1  | 2   | 2   | 4 | NP | 5 | 2 | 2  | 3 | 3 | Rit | 1 | 2  | 3 | 2   | 300  |
| 4    | Valentino Rossi | Yamaha | 2 | 6 | 4 | 12 | Rit | 4   | 1 | 3  | 3 | 4 | 4  | 4 | 4 | 3   | 4 | 3  | 6 | 4   | 237  |
| 5    | Cal Crutchlow   | Yamaha | 5 | 4 | 5 | 2  | 3   | Rit | 3 | 2  | 7 | 5 | 17 | 7 | 6 | 6   | 6 | 4  | 7 | Rit | 188  |
| Pos. | Pilota          | Moto   |   |   |   |    |     |     |   |    |   |   |    |   |   |     |   |    |   |     | P.ti |

| Legenda                                                                        | 1º posto        | 2º posto        | 3º posto | A punti      | Senza punti        | Grassetto=Pole position Corsivo=Giro più veloce |
| Legenda                                                                        | Gara non valida | Non qualificato | Ritirato | Squalificato | "-" Dato non disp. | Grassetto=Pole position Corsivo=Giro più veloce |
| Fonte dei dati: motogp.com, racingmemo.free.fr, autosport.com, jumpingjack.nl. |                 |                 |          |              |                    |                                                 |

#### Classifica costruttori (prime tre posizioni)
| Pos. | Costruttore | Motocicletta |   |   |   |   |   |   |    |   |   |   |   |   |   |   |   |   |   |   | P.ti |
| ---- | ----------- | ------------ | - | - | - | - | - | - | -- | - | - | - | - | - | - | - | - | - | - | - | ---- |
| 1    | Honda       | RC213V       | 3 | 1 | 1 | 1 | 2 | 2 | 2  | 1 | 1 | 1 | 1 | 2 | 2 | 4 | 1 | 2 | 2 | 2 | 389  |
| 2    | Yamaha      | YZR-M1       | 1 | 3 | 3 | 2 | 1 | 1 | 1  | 2 | 3 | 3 | 3 | 1 | 1 | 2 | 3 | 1 | 1 | 1 | 381  |
| 3    | Ducati      | Desmosedici  | 7 | 7 | 7 | 4 | 5 | 7 | 10 | 7 | 8 | 9 | 7 | 8 | 8 | 8 | 8 | 7 | 9 | 8 | 155  |

* I 25 punti conquistati in Aragona da Marc Márquez vengono decurtati al costruttore, a causa del contatto che ha portato al ritiro di Dani Pedrosa. In virtù di questo, il miglior risultato della Honda è quello di Álvaro Bautista.

#### Classifica squadre (prime tre posizioni)
| Pos. | Squadra               | Piloti          |     |    |    |    |     |     |   |    |     |   |     |   |    |     |   |    |   |     | P.ti |
| ---- | --------------------- | --------------- | --- | -- | -- | -- | --- | --- | - | -- | --- | - | --- | - | -- | --- | - | -- | - | --- | ---- |
| 1    | Repsol Honda          | Daniel Pedrosa  | 4   | 2  | 1  | 1  | 2   | 2   | 4 | NP | 5   | 2 | 2   | 3 | 3  | Rit | 1 | 2  | 3 | 2   | 634  |
| 1    | Repsol Honda          | Marc Márquez    | 3   | 1  | 2  | 3  | Rit | 3   | 2 | 1  | 1   | 1 | 1   | 2 | 2  | 1   | 2 | SQ | 2 | 3   | 634  |
| 2    | Yamaha Factory Racing | Jorge Lorenzo   | 1   | 3  | 3  | 7  | 1   | 1   | 5 | NP | 6   | 3 | 3   | 1 | 1  | 2   | 3 | 1  | 1 | 1   | 567  |
| 2    | Yamaha Factory Racing | Valentino Rossi | 2   | 6  | 4  | 12 | Rit | 4   | 1 | 3  | 3   | 4 | 4   | 4 | 4  | 3   | 4 | 3  | 6 | 4   | 567  |
| 3    | Monster Yamaha Tech 3 | Cal Crutchlow   | 5   | 4  | 5  | 2  | 3   | Rit | 3 | 2  | 7   | 5 | 17  | 7 | 6  | 6   | 5 | 4  | 7 | Rit | 304  |
| 3    | Monster Yamaha Tech 3 | Bradley Smith   | Rit | 12 | 10 | 9  | 9   | 6   | 9 | 6  | Rit | 8 | Rit | 9 | 11 | 7   | 7 | 6  | 8 | 7   | 304  |
| Pos. | Squadra               | Piloti          |     |    |    |    |     |     |   |    |     |   |     |   |    |     |   |    |   |     | P.ti |

| Legenda                                                                        | 1º posto        | 2º posto        | 3º posto | A punti      | Senza punti        | Grassetto=Pole position Corsivo=Giro più veloce |
| Legenda                                                                        | Gara non valida | Non qualificato | Ritirato | Squalificato | "-" Dato non disp. | Grassetto=Pole position Corsivo=Giro più veloce |
| Fonte dei dati: motogp.com, racingmemo.free.fr, autosport.com, jumpingjack.nl. |                 |                 |          |              |                    |                                                 |

### Moto2

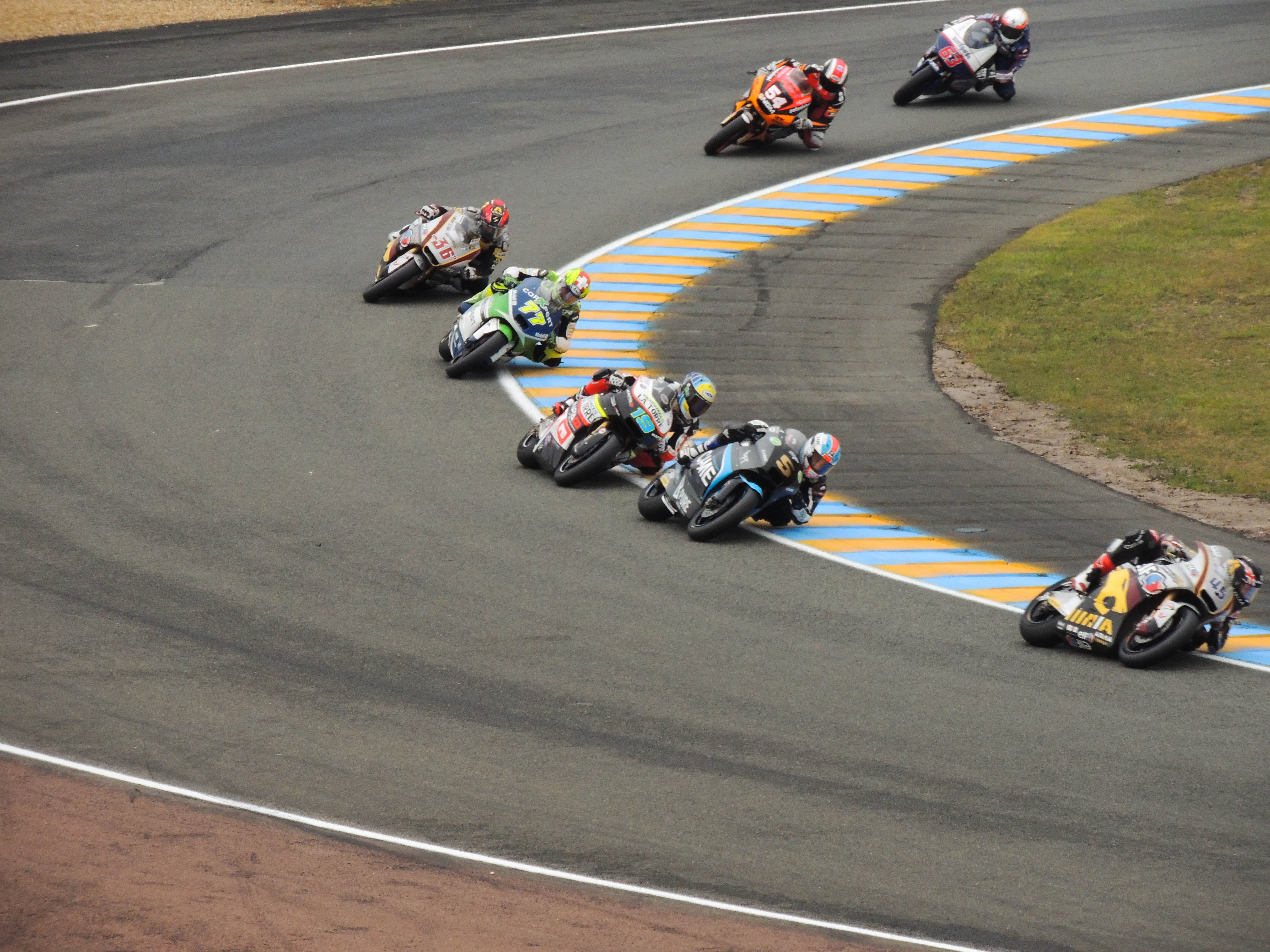
Una fase del GP di Francia.

La classe intermedia del motomondiale, giunta al suo quarto anno, è vissuta per quasi tutta la stagione sul duello tra il pilota britannico Scott Redding e lo spagnolo Pol Espargaró con quest'ultimo che ha ottenuto il titolo alla penultima gara dell'anno in Giappone.
Il maggior numero di vittorie nei 17 gran premi disputati, non avendo la Moto2 gareggiato nel GP degli Stati Uniti a Laguna Seca, è stato appannaggio di Espargaró che si è imposto in 6 occasioni lasciando gli altri successi a Redding, a Esteve Rabat e a Nicolás Terol (3 volte ciascuno). Le ultime vittorie sono state di Mika Kallio e di Jordi Torres.
La motocicletta che si è rivelata più efficiente è stata la Kalex di cui erano equipaggiati i primi 4 piloti della classifica iridata e che ha ottenuto il titolo costruttori, superando la Suter vincitrice nei tre anni precedenti.

#### Classifica piloti (prime 5 posizioni)
| Pos. | Pilota             | Moto  |   |     |     |    |    |   |   |    |    |   |    |   |   |    |   |    |     |    | P.ti |
| ---- | ------------------ | ----- | - | --- | --- | -- | -- | - | - | -- | -- | - | -- | - | - | -- | - | -- | --- | -- | ---- |
| 1    | Pol Espargaró      | Kalex | 1 | Rit | 3   | 19 | 4  | 1 | 1 | 3  | NE | 4 | 4  | 8 | 1 | 3  | 2 | 1  | 1   | 29 | 265  |
| 2    | Scott Redding      | Kalex | 2 | 5   | 2   | 1  | 1  | 4 | 2 | 7  | NE | 3 | 8  | 1 | 6 | 4  | 7 | NP | Rit | 15 | 225  |
| 3    | Esteve Rabat       | Kalex | 9 | 2   | 1   | 22 | 13 | 2 | 5 | 13 | NE | 1 | 7  | 4 | 3 | 2  | 1 | 8  | Rit | 5  | 216  |
| 4    | Mika Kallio        | Kalex | 5 | 3   | Rit | 2  | 5  | 9 | 4 | 12 | NE | 7 | 1  | 6 | 9 | 5  | 4 | 7  | 2   | 14 | 188  |
| 5    | Dominique Aegerter | Suter | 4 | 4   | 8   | 4  | 10 | 8 | 3 | 9  | NE | 5 | 13 | 5 | 5 | 13 | 5 | 6  | 8   | 10 | 158  |
| Pos. | Pilota             | Moto  |   |     |     |    |    |   |   |    |    |   |    |   |   |    |   |    |     |    | P.ti |

| Legenda                                                                        | 1º posto        | 2º posto        | 3º posto | A punti      | Senza punti        | Grassetto=Pole position Corsivo=Giro più veloce |
| Legenda                                                                        | Gara non valida | Non qualificato | Ritirato | Squalificato | "-" Dato non disp. | Grassetto=Pole position Corsivo=Giro più veloce |
| Fonte dei dati: motogp.com, racingmemo.free.fr, autosport.com, jumpingjack.nl. |                 |                 |          |              |                    |                                                 |

#### Classifica costruttori (prime tre posizioni)
| Pos. | Costruttore | Motocicletta |   |   |    |   |   |    |    |   |    |   |   |   |    |   |    |   |   |   | P.ti |
| ---- | ----------- | ------------ | - | - | -- | - | - | -- | -- | - | -- | - | - | - | -- | - | -- | - | - | - | ---- |
| 1    | Kalex       | Moto2        | 1 | 2 | 1  | 1 | 1 | 1  | 1  | 3 | NE | 1 | 1 | 1 | 1  | 2 | 1  | 1 | 1 | 5 | 392  |
| 2    | Suter       | MMX2         | 4 | 1 | 5  | 4 | 2 | 3  | 3  | 1 | NE | 5 | 3 | 3 | 4  | 1 | 3  | 2 | 3 | 1 | 297  |
| 3    | Speed Up    | SF13         | 7 | 7 | 13 | 6 | 7 | 10 | 15 | 2 | NE | 6 | 9 | 9 | 11 | 9 | 11 | 4 | 7 | 4 | 143  |

### Moto3

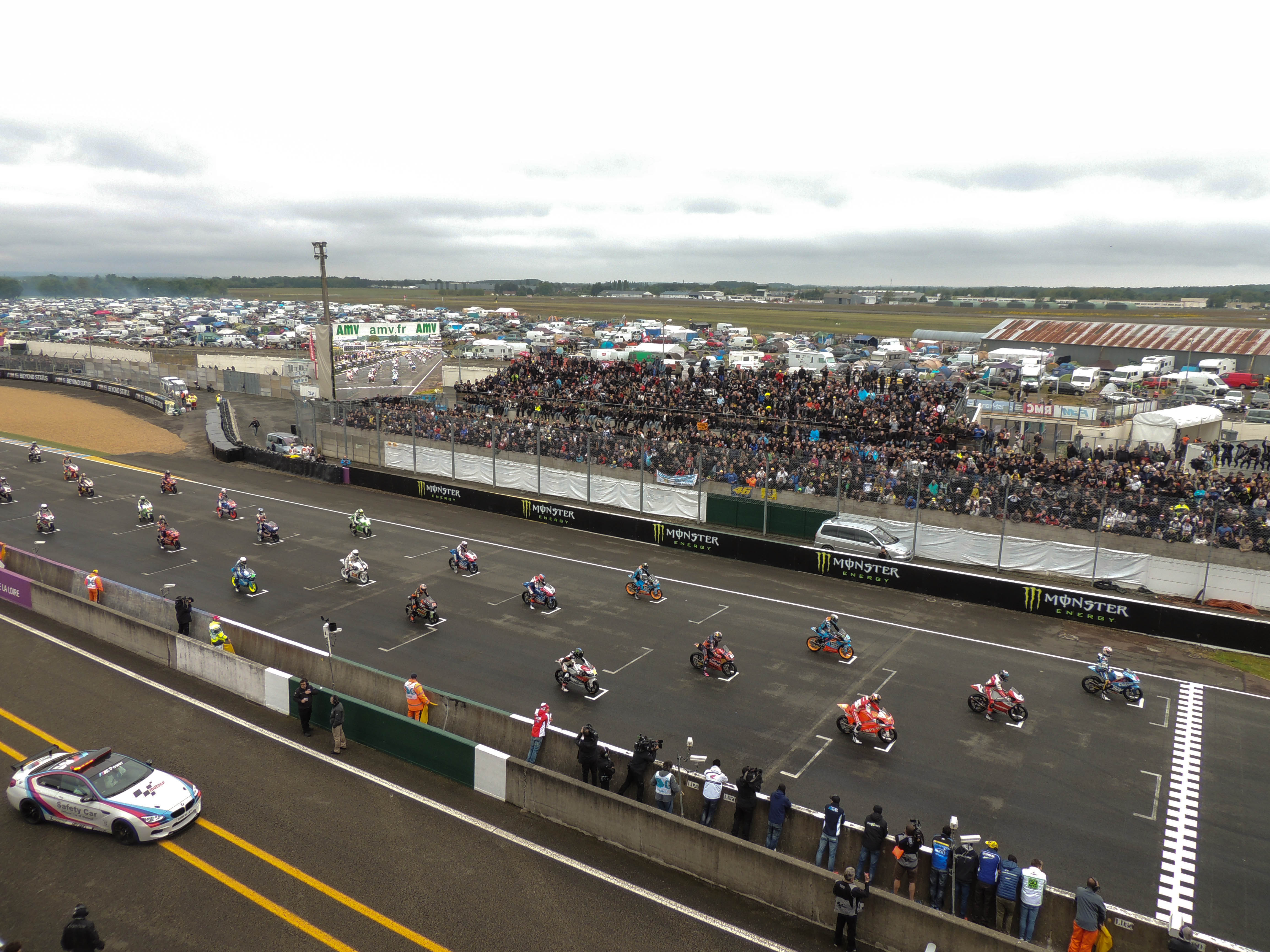
Lo schieramento di partenza del GP di Francia della Moto3.

Per la classe minore del motomondiale si è trattato della seconda stagione dalla sua introduzione e il campionato si è svolto su 17 prove, con l'eccezione del GP degli Stati Uniti dove non era presente, similarmente alla classe appena superiore.
La lotta per la conquista del titolo è stata ristretta, come nella MotoGP, a piloti di nazionalità spagnola: al termine si è imposto Maverick Viñales che ha preceduto 3 connazionali, Álex Rins, Luis Salom e Álex Márquez, quest'ultimo fratello del vincitore del titolo della classe maggiore.
Quasi sorprendente il fatto che il maggior numero di vittorie stagionali è stato del terzo classificato, Salom, che si è imposto in 7 occasioni contro le 6 volte in cui ha vinto il secondo classificato Rins e le sole 3 affermazioni di quello che si è imposto nella classifica generale, grazie ad una migliore costanza di piazzamenti.
Per quanto riguarda i costruttori c'è stato un dominio indiscusso della casa austriaca KTM che con la RC 250 GP ha ottenuto la vittoria in tutti i gran premi stagionali; oltretutto sempre la stessa casa è stata anche il fornitore motoristico della seconda classificata, la Kalex. Da segnalare il primo storico podio nel motomondiale per la casa costruttrice indiana Mahindra, con il terzo posto ottenuto dal portoghese Miguel Oliveira al GP della Malesia.

#### Classifica piloti (prime 5 posizioni)
| Pos. | Pilota           | Moto      |   |     |     |   |   |    |   |   |    |   |   |   |     |   |   |   |     |    | P.ti |
| ---- | ---------------- | --------- | - | --- | --- | - | - | -- | - | - | -- | - | - | - | --- | - | - | - | --- | -- | ---- |
| 1    | Maverick Viñales | KTM       | 2 | 2   | 1   | 1 | 3 | 3  | 2 | 3 | NE | 3 | 2 | 4 | 2   | 2 | 5 | 2 | 2   | 1  | 323  |
| 2    | Álex Rins        | KTM       | 3 | 1   | Rit | 2 | 2 | 2  | 3 | 1 | NE | 1 | 4 | 2 | 1   | 1 | 2 | 1 | 24  | 3  | 311  |
| 3    | Luis Salom       | KTM       | 1 | 3   | 2   | 3 | 1 | 1  | 1 | 2 | NE | 5 | 1 | 1 | 4   | 4 | 1 | 3 | Rit | 14 | 302  |
| 4    | Álex Márquez     | KTM       | 4 | Rit | 23  | 5 | 5 | 4  | 5 | 5 | NE | 2 | 5 | 3 | 3   | 3 | 4 | 4 | 1   | 4  | 213  |
| 5    | Jonas Folger     | Kalex KTM | 5 | 4   | 3   | 4 | 6 | NP | 6 | 8 | NE | 4 | 3 | 6 | Rit | 7 | 8 | 6 | 3   | 2  | 183  |
| Pos. | Pilota           | Moto      |   |     |     |   |   |    |   |   |    |   |   |   |     |   |   |   |     |    | P.ti |

| Legenda                                                                        | 1º posto        | 2º posto        | 3º posto | A punti      | Senza punti        | Grassetto=Pole position Corsivo=Giro più veloce |
| Legenda                                                                        | Gara non valida | Non qualificato | Ritirato | Squalificato | "-" Dato non disp. | Grassetto=Pole position Corsivo=Giro più veloce |
| Fonte dei dati: motogp.com, racingmemo.free.fr, autosport.com, jumpingjack.nl. |                 |                 |          |              |                    |                                                 |

#### Classifica costruttori (prime tre posizioni)
| Pos. | Costruttore | Motocicletta |   |   |   |     |   |    |   |   |    |   |   |   |   |   |   |   |   |   | P.ti |
| ---- | ----------- | ------------ | - | - | - | --- | - | -- | - | - | -- | - | - | - | - | - | - | - | - | - | ---- |
| 1    | KTM         | RC 250 GP    | 1 | 1 | 1 | 1   | 1 | 1  | 1 | 1 | NE | 1 | 1 | 1 | 1 | 1 | 1 | 1 | 1 | 1 | 425  |
| 2    | Kalex KTM   | -            | 5 | 4 | 3 | 4   | 6 | 18 | 6 | 8 | NE | 4 | 3 | 6 | 9 | 6 | 8 | 6 | 3 | 2 | 191  |
| 3    | Mahindra    | MGP3O        | 7 | 5 | 8 | Rit | 4 | 5  | 4 | 4 | NE | 8 | 9 | 5 | 7 | 5 | 3 | 7 | 4 | 5 | 173  |